# Lamborghini 350 GTV
Der Lamborghini 350 GTV ist ein zweitüriges Coupé, das 1963 als Unikat entstand. Er ist der erste Sportwagen der Automobili Lamborghini S.p.A. und in technischer und stilistischer Hinsicht der Vorläufer des in kleiner Serie produzierten Lamborghini 350 GT. Das Auto war zunächst ein nicht fahrbereites Ausstellungsstück: Bei seiner Präsentation im Oktober 1963 befand sich anstelle des Motors lediglich eine Kiste mit Bauschutt unter der Fronthaube. Erst 25 Jahre später wurde es in einen fahrbereiten Zustand versetzt.

## Entstehungsgeschichte
Das von Ferruccio Lamborghini gegründete Unternehmen Lamborghini Trattori S.p.A. produzierte ab 1948 Traktoren und Spezialmaschinen. Zehn Jahre nach der Gründung war Lamborghini der erfolgreichste Traktorhersteller Italiens.
Seit den frühen 1960er-Jahren dachte Ferruccio Lamborghini über die Ausweitung seines Betriebes auf die Automobilproduktion nach. In der Literatur werden diese Überlegungen vielfach auf ein angebliches Zerwürfnis zwischen Ferruccio Lamborghini und Enzo Ferrari zurückgeführt, der sich – je nach Quelle – geweigert haben soll, seine Kupplungen bzw. die Zylinderköpfe seiner Sportwagen nach Lamborghinis Vorstellungen zu modifizieren oder Ferruccio Lamborghini zu einem Gespräch zu empfangen. Ferruccio Lamborghini beteiligte sich im Laufe der Jahrzehnte wiederholt an der Verbreitung dieser Geschichten. Ihr Wahrheitsgehalt wird allerdings bezweifelt. Andere Darstellungen gehen davon aus, dass sich Ferruccio Lamborghini und Enzo Ferrari nie persönlich kennengelernt haben. Vielmehr habe Lamborghini die Sportwagenproduktion in erster Linie mit dem Ziel aufgenommen, Werbung für seinen Traktorbetrieb zu machen; die angebliche Animosität zu Ferrari sei lediglich ein PR-Instrument gewesen. Eine italienische Quelle schließlich sieht Ferruccio Lamborghinis „Liebe zu allem Mechanischen“ als den entscheidenden Grund an.
Ferruccio Lamborghini selbst erklärte im Herbst 1963:

„Die berühmtesten Sportwagen der Welt habe ich besessen. An jedem dieser großartigen Autos fand ich Fehler. Zu heiß oder zu unkomfortabel, nicht schnell genug oder nicht gut genug verarbeitet. Jetzt werde ich selbst einen Sportwagen bauen. Ein perfektes Auto.“

Im Dezember 1962 fiel die Entscheidung zugunsten der Produktion eines Lamborghini-Sportwagens. Nach Ferruccio Lamborghinis Vorstellungen sollte das Fahrzeug die stilistischen und technischen Elemente des Jaguar E-Type und die eines Ferrari miteinander verbinden. Als Motor war ein Zwölfzylinder vorgesehen, damit das neue Auto mit den aktuellen Ferrari-Modellen konkurrieren konnte.

## Einzelheiten
Im Laufe des Jahres 1963 entstand in Sant’Agata Bolognese das Automobilwerk der neu gegründeten Automobili Lamborghini S.p.A. Zu dieser Zeit hatte das Unternehmen noch keine eigene Konstruktionsabteilung, die in der Lage war, einen Sportwagen der Oberklasse zu entwickeln. Viele Konstruktionsaufgaben für den 350 GTV wurden daher an selbständige Ingenieure wie Giotto Bizzarrini und Giampaolo Dallara oder an etablierte Betriebe vergeben. Die Einzelteile des Autos und des Motors wurden nach Lamborghinis Vorgaben von diversen selbständigen Betrieben als Auftragsarbeit gefertigt; soweit keine Neuentwicklung nötig war, kaufte Lamborghini technische Komponenten auch bei Zulieferbetrieben wie Girling, Salisbury oder ZF ein.

### Chassis und Aufhängung
Der 350 GTV hatte einen Gitterrohrrahmen, den Dallara entworfen hatte. Der ganz überwiegende Teil der Automobilliteratur geht davon aus, dass er bei Neri e Bonacini in Modena aufgebaut wurde. Eine einzelne Quelle nennt abweichend davon das Modeneser Werk Marchesi als Hersteller des Rahmens.
Alle vier Räder waren einzeln aufgehängt. Ferruccio Lamborghini legte besonderen Wert auf dieses Merkmal, mit dem sich sein Auto insbesondere von den Maserati-Modellen absetzte, die auch in den 1960er-Jahren noch eine hintere Starrachse mit Blattfedern hatten und im Hinblick darauf in der Presse gelegentlich spöttisch als „übermotorisierte Lastwagen“ bezeichnet wurden. An allen vier Rädern befanden sich Scheibenbremsen, die von Girling bezogen wurden.

### Karosserie

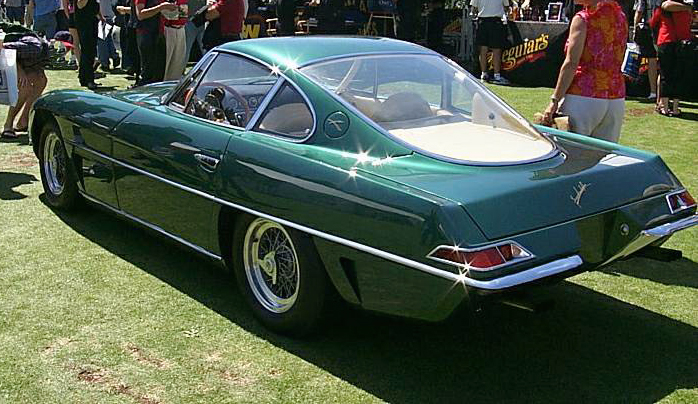
Heckansicht

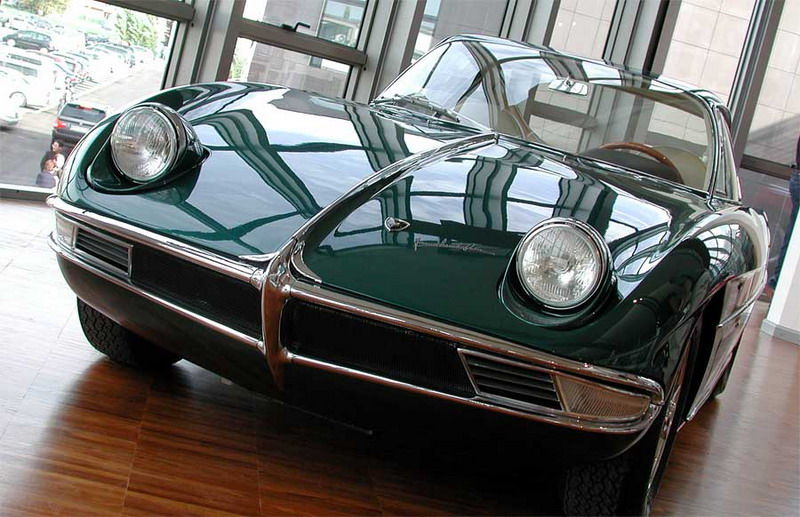
Eines der ersten europäischen Fahrzeuge mit Klappscheinwerfern: Lamborghini 350 GTV

Für den Karosserieentwurf hatte sich Ferruccio Lamborghini zunächst um die etablierten Designhäuser Bertone, Ghia, Pininfarina, Touring und Zagato bemüht. Sie alle sagten wegen angeblich fehlender Kapazitäten ab. Letztlich beauftragte Lamborghini den selbständigen Designer Franco Scaglione, der bis 1959 Chefdesigner bei Bertone gewesen war.
Der alkohol- und kokainabhängige Scaglione galt unter den italienischen Designern als „der Mann fürs Wilde“. Er gestaltete ein zweisitziges Coupé mit langer Frontpartie, knapp geschnittener Fahrgastzelle und einer fließenden Dachlinie, die in ein kurzes Stufenheck mündete. Der Entwurf griff Designmerkmale des Osca 1500 Berlinetta auf, den Scaglione 1959 für Bertone entworfen hatte. Lediglich die Proportionen im vorderen Wagenbereich wurden geändert, und die angedeuteten Heckflossen des Osca entfielen. An der Frontpartie trug das Fahrzeug Klappscheinwerfer. Die Kofferraumklappe gab aufgrund des weit herabreichenden und abgerundeten Heckfensters nur eine schmale Öffnung frei. Wie beim Jaguar E-Type öffnete die gesamte Motorhaube einschließlich der vorderen Kotflügel nach vorn.
Scagliones Entwurf wurde und wird unterschiedlich bewertet. Einige Beobachter sprachen von einem „aufregenden Entwurf“, und Giampaolo Dallara, der den 350 GTV zum 350 GT weiterentwickelte, fand die Karosserie gelungener als die des späteren Serienmodells. Andere sahen Scagliones Karosserie als „polarisierend“, „bizarr“ oder „aufgetakelt“ an oder hielten ihn für ein „konfuses Ensemble von Detailansichten etlicher anderer Sportwagen“.
Die Karosserie bestand aus Stahlblech und war mit dem Chassis verschraubt. Anders als die Aufbauten der späteren Serienfahrzeuge wurde die Karosserie des 350 GTV bei der Carrozzeria Sargiotto in Nichelino aufgebaut. Ferruccio Lamborghini war mit der Arbeit der Franco Scaglione gehörenden Werkstatt unzufrieden. Er nannte sie später „eine wacklige Hütte, die kaum größer als drei mal vier Meter war“. Das handwerkliche Niveau war nach Darstellungen in der Fachpresse schlecht; das Fahrzeug sei „hastig hingepfuscht“ worden.
Nach einer Quelle verhandelte Ferruccio Lamborghini im Zusammenhang mit dem Turiner Automobilsalon mit dem Turiner Unternehmen Carrozzeria Sibona-Basano, das 1963 ebenfalls dort debütierte, über eine Kleinserienfertigung des 350 GTV. Letztlich entschied sich Lamborghini jedoch für die Überarbeitung des ursprünglichen Entwurfs und einen namhafteren Partner.

### Motor: 100 PS pro Liter Hubraum
Mit der Konzeption des Motors beauftragte Ferruccio Lamborghini den ehemaligen Ferrari-Ingenieur Giotto Bizzarrini. In welchem Maße der Motor allerdings tatsächlich von Bizzarrini konstruiert wurde und welche technischen Vorbilder das Triebwerk hat, wird in der Automobilliteratur unterschiedlich gesehen.

#### Giotto Bizzarrini
Der überwiegende Teil der Automobilliteratur sieht in der Konstruktion des Lamborghini-Zwölfzylinders eine Arbeit Giotto Bizzarrinis. Neuere Untersuchungen kommen dagegen zu dem Ergebnis, dass Bizzarrini entgegen der gängigen Darstellung den Motor nicht selbst konstruierte. Vielmehr lieferte er lediglich einige Skizzen für einen 1,5 Liter großen Zwölfzylindermotor, die er im Jahr 1959 noch als Ferrari-Angestellter gefertigt hatte. Die Detailkonstruktion des Lamborghini-Motors übernahmen Oliviero Pedrazzi und Achille Bevini als Subunternehmer für Bizzarrini. Hergestellt wurde er schließlich bei Neri e Bonacini.
Lamborghinis Triebwerk war nach den Ferrari-Motoren von Gioacchino Colombo und Aurelio Lampredi sowie Giulio Alfieris Maserati der vierte in Italien konstruierte Zwölfzylinder der Nachkriegszeit. Die konzeptionellen Ursprünge des Motors sind nicht vollständig geklärt. Lamborghini erklärte bei der Vorstellung des Modells, es handele sich um ein komplett neu konstruiertes, eigenständiges Triebwerk. Giotto Bizzarrini trat dem in den 1990er-Jahren entgegen und behauptete, er habe im Wesentlichen den Ferrari-Zwölfzylindermotor von Gioacchino Colombo kopiert. Andere Quellen gehen demgegenüber davon aus, dass Maseratis Zwölfzylindermotor (Tipo 9) als Vorbild gedient hatte, der ab 1957 in der Formel 1 zum Einsatz kam: Beide Motoren hätten erhebliche technische Übereinstimmungen.

#### Technische Einzelheiten

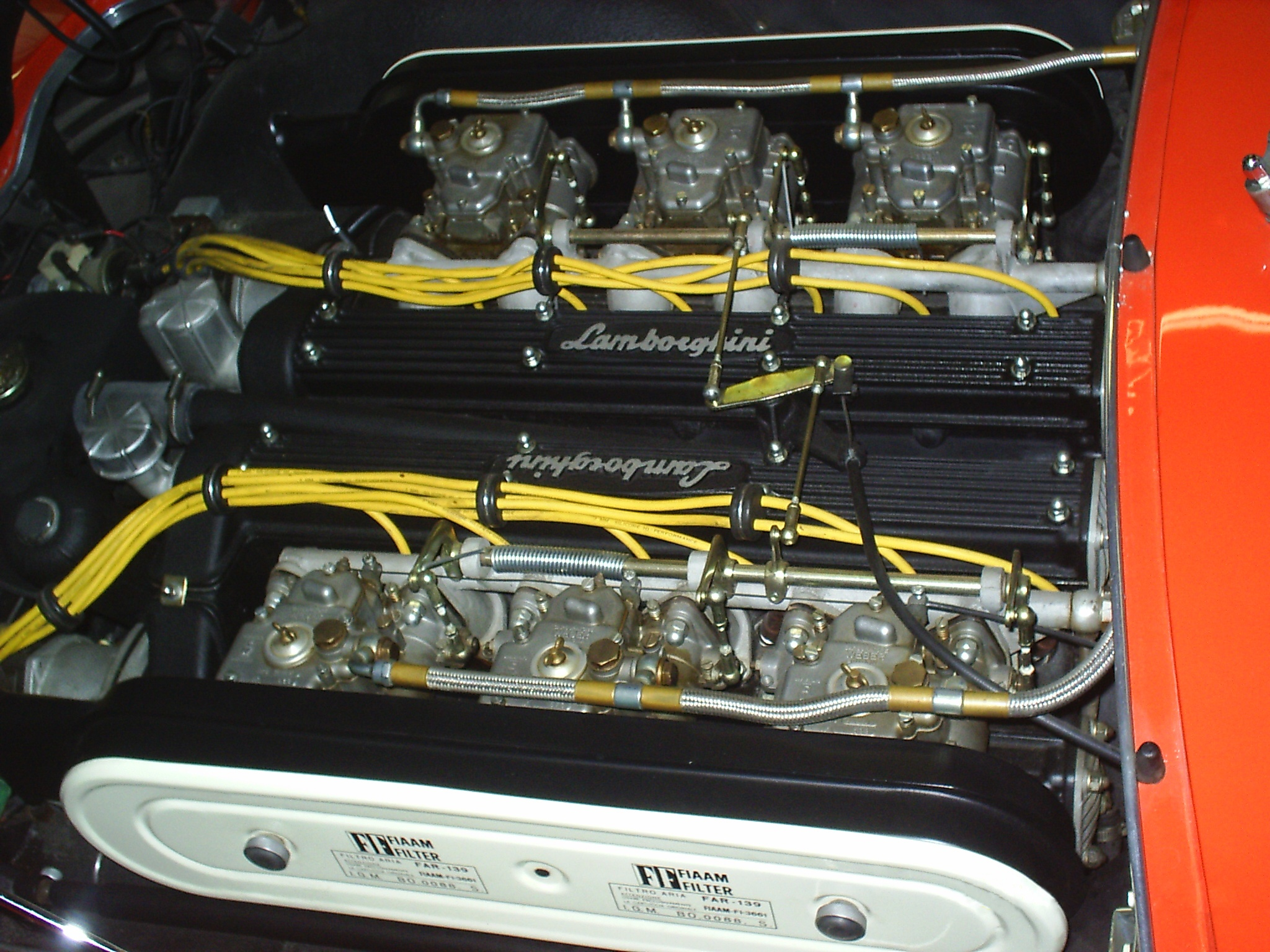
3,5-Liter-V12-Motor von Lamborghini

Der Zwölfzylinder-V-Motor von Lamborghini hatte einen Hubraum von 3465 cm³. Der Zylinderkopf bestand aus Leichtmetall. Die Kurbelwelle war siebenfach gelagert. Jede der beiden Zylinderreihen hatte zwei obenliegende Nockenwellen, die über Rollenketten angetrieben wurden. Für jeden Zylinder waren zwei V-förmig angeordnete Ventile vorgesehen, die über Tassenstößel betätigt wurden. Die Brennräume waren halbkugelförmig ausgeführt und die Kolben, die in Auftragsarbeit bei ATS entstanden, stark nach oben erweitert. Das Gemisch wurde von sechs Doppelvergasern von Weber (Typ 38 IDL) aufbereitet. Die Verdichtung betrug 9,5 : 1. Die Kraft wurde über ein manuell geschaltetes Fünfganggetriebe von ZF auf ein selbstsperrendes Differenzial von Salisbury an der Hinterachse übertragen.
Nach Ferruccio Lamborghinis Vorgabe sollte der Zwölfzylindermotor 100 PS für jeden Liter Hubraum produzieren. Lamborghini machte die Vergütung Bizzarrinis davon abhängig, dass dieser Wert erreicht wurde: Für jedes PS weniger war vertraglich ein Abzug von Bizzarrinis Honorar vereinbart. Bizzarrini erfüllte die Vorgabe. Der Prototyp des Motors leistete im August 1963 auf dem Prüfstand 360 SAE-PS bei 8000 Umdrehungen pro Minute. Angesichts dieses hohen Drehzahlniveaus war das Triebwerk allerdings nicht straßen- oder serientauglich. Ferruccio Lamborghini behielt deshalb einen Teil von Bizzarrinis Honorar ein; ein italienisches Gericht verpflichtete Lamborghini später zur Zahlung der vollen Vergütung.

## Bezeichnung
Lamborghinis erstes Auto wurde werksintern Tipo 103 genannt. Die letztlich gewählte Modellbezeichnung 350 GTV bezog sich auf das Volumen des Motors (3,5 Liter Hubraum), nicht dagegen auf seine Leistung. Die Abkürzung GTV steht für Gran Turismo Veloce.

## Präsentation: Motorisiert oder nicht?
Im Oktober 1963 waren der Prototyp des 350 GTV und ein Exemplar des Motors fertiggestellt. Noch im gleichen Monat wurde das Fahrzeug der Öffentlichkeit vorgestellt. Lamborghini zeigte den 350 GTV erstmals am 26. Oktober 1963 vor dem im Entstehen begriffenen Werk in Sant'Agata Bolognese; eine Woche später stand er auf dem Turiner Autosalon.
In nahezu allen älteren Publikationen findet sich der Hinweis, der Motor habe nicht ins Auto gepasst und der Wagen sei 1963 ohne gezeigt worden. Recherchen aus dem Jahr 2013 ergeben indes, dass jedenfalls bei der ersten Präsentation am 26. Oktober 1963 der Motor im Vorderwagen eingebaut war. Dies wird durch zeitgenössische Fotografien belegt. Bei der anschließenden Messepräsentation war der 350 GTV allerdings unzweifelhaft nicht mit einem Motor ausgestattet. Stattdessen befand sich aus Gewichtsgründen unter der Motorhaube eine Holzkiste, die mit Bodenfliesen gefüllt war. Der Zwölfzylindermotor, von dem zu dieser Zeit nach wie vor lediglich ein Exemplar existierte, wurde neben dem Coupé auf einem separaten Gestell gezeigt.
Fahrbereit war der 350 GTV 1963 zu keiner Zeit. Der Wagen hatte keine Kardanwelle, und die Elektrik fehlte vollständig.

## Modifikationen für die Serienproduktion

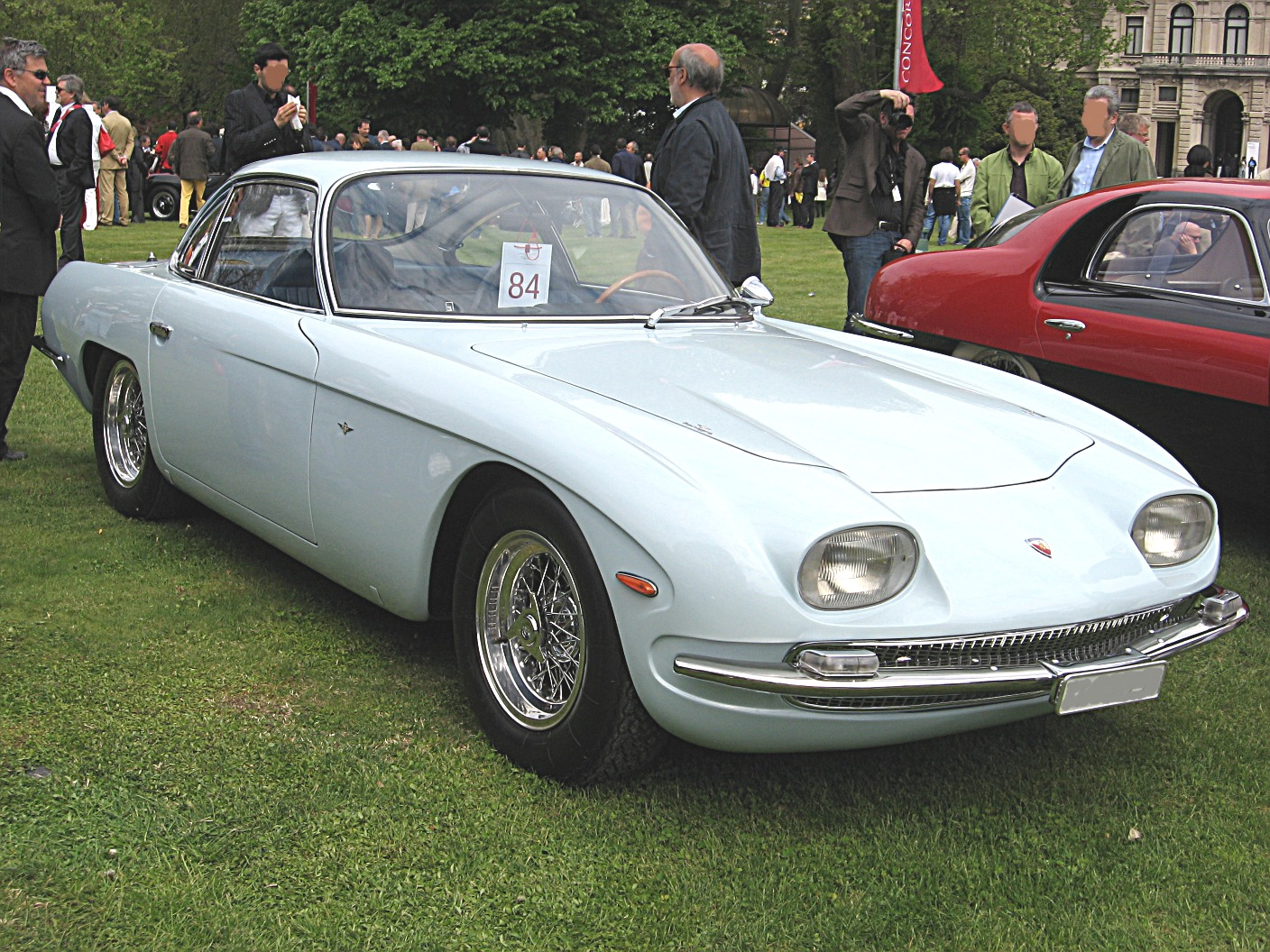
Serienmodell 350 GT: Stehende Scheinwerfer statt Klappscheinwerfer

Der 350 GTV war weder in technischer noch in stilistischer Sicht geeignet, in Serie produziert zu werden. Nach der Vorstellung des Fahrzeugs wurde daher sowohl die Technik als auch das Äußere umfangreich überarbeitet; einen wesentlichen Teil der Entwicklungsarbeit übernahm der spätere Lamborghini-Testfahrer Bob Wallace. Aus der modifizierten Version des 350 GTV entstanden der 350 GT und später der 400 GT, von denen bis 1968 120 (350 GT) bzw. 247 Exemplare (400 GT) gebaut wurden.
Folgende Änderungen ergaben sich gegenüber dem Prototyp:
- Im Auftrag Lamborghinis überarbeitete die Carrozzeria Touring in Mailand Scagliones Karosserieentwurf im Laufe des Jahres 1964. Verantwortlicher war Giorgio Prevedi. Er behielt Scagliones Linien weitgehend bei, änderte aber zahlreiche Details im Hinblick auf eine rationelle Serienproduktion.[31] So entfielen die Klappscheinwerfer zugunsten stehender Ovalleuchten, die je nach Quelle entweder von Hella bezogen und zur gleichen Zeit auch am NSU Prinz 1000 und am Ford Taunus P3 („Badewanne“) verwendet wurden[22] oder die Cibié für den Citroën Ami 6 produzierte.[31] Die hintere Dachlinie wurde ebenfalls geändert; ihre Rundung wurde so verkürzt, dass ein nutzbarer Kofferraumdeckel installiert werden konnte. Beobachter waren der Ansicht, dass Scagliones Entwurf dadurch nicht verbessert wurde.[16]
- Touring änderte auch die Karosseriekonstruktion. Anstelle des Stahlblechaufbaus des 350 GTV entstand eine Aluminiumkarosserie, die auf einem Gerüst aus dünnen Stahlrohren ruhte (Superleggera-Prinzip).
- Für die Serienproduktion wurde auch der Zwölfzylindermotor in zahlreichen Details überarbeitet. Verantwortlicher Ingenieur war Giampaolo Dallara. Er ersetzte die Trockensumpfschmierung durch ein Druckumlaufsystem mit Nasssumpf und änderte die Vergaseranordnung.[32] Zudem reduzierte er die Verdichtung auf 9,0 : 1. Die spätere Serienversion des Motors verlor damit 70 PS auf den Prototyp,[26] wurde aber drehfreudiger und alltagstauglicher.[5]

## Restaurierung des 350 GTV

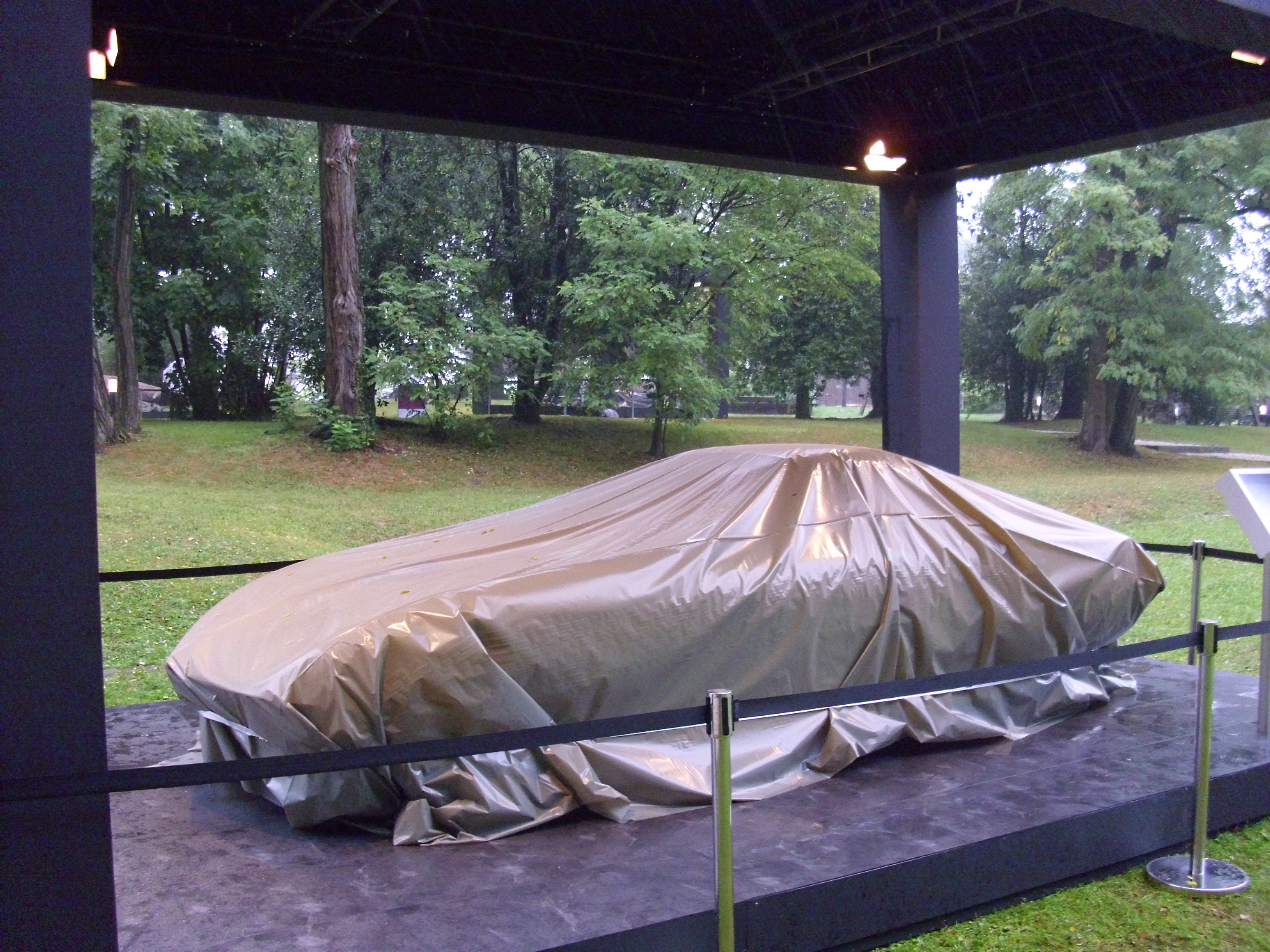
Restaurierter 350 GTV bei einer Ausstellung im September 2013

Der Lamborghini 350 GTV hatte von 1963 bis 1985 in verwahrlostem Zustand im Werk gestanden, bevor ihn der Lamborghini-Händler Romano Bernardoni kaufte. Bernardoni ließ den Wagen in seinem in Bologna ansässigen Betrieb Emilianauto restaurieren. Ziel war es, den Wagen unter Verwendung des ursprünglichen Bizzarrini-Motors erstmals in einen fahrbereiten Zustand zu versetzen. Die Arbeiten dauerten mehr als vier Jahre an. Der Motor war erhalten geblieben und wurde revidiert. Zahlreiche Karosserieteile wie auch der Auspuff, die Kardanwelle und die gesamte Elektrik mussten dagegen neu angefertigt werden. In zahlreichen Details orientierten sich die Restauratoren am Lamborghini 350 GT.
Im Frühjahr 1990 fuhr der Lamborghini 350 GTV erstmals auf einer öffentlichen Straße. 2010 wurde das Auto von einem Schweizer Sammler übernommen, der es seitdem wiederholt auf internationalen Ausstellungen gezeigt hat.

## Technische Daten: Lamborghini 350 GTV und 350 GT im Vergleich
Die nachstehende Übersicht gibt vergleichend die technischen Daten des Prototyp 350 GTV und des späteren Serienmodells 350 GT wieder.
| Lamborghini 350 GTV und 350 GT       | Lamborghini 350 GTV und 350 GT                                                       | Lamborghini 350 GTV und 350 GT                                                       |
| Kenngröße                            | 350 GTV                                                                              | 350 GT                                                                               |
| ------------------------------------ | ------------------------------------------------------------------------------------ | ------------------------------------------------------------------------------------ |
| Motor:                               | Zwölfzylinder-Ottomotor V-Anordnung                                                  | Zwölfzylinder-Ottomotor V-Anordnung                                                  |
| Hubraum:                             | 3465 cm³                                                                             | 3465 cm³                                                                             |
| Bohrung × Hub:                       | 77,0 × 62,0 mm                                                                       | 77,0 × 62,0 mm                                                                       |
| max. Leistung:                       | 360 PS bei 8000/min                                                                  | 280 PS bei 6500/min                                                                  |
| Gemischaufbereitung:                 | 6 Doppel-Fallstromvergaser Weber 38 IDL                                              | 6 Doppel-Flachstromvergaser Weber 40 DCOE                                            |
| Ventilsteuerung:                     | 4 obenliegende Nockenwellen, Tassenstößel                                            | 4 obenliegende Nockenwellen, Tassenstößel                                            |
| Ventile:                             | 2 V-förmig hängende Ventile pro Zylinder                                             | 2 V-förmig hängende Ventile pro Zylinder                                             |
| Kühlung:                             | Wasserkühlung                                                                        | Wasserkühlung                                                                        |
| Getriebe:                            | Fünfganggetriebe (Handschaltung)                                                     | Fünfganggetriebe (Handschaltung)                                                     |
| Radaufhängung vorn und hinten:       | Einzelradaufhängung Trapezlenker, Schraubenfedern, Teleskopstoßdämpfer, Stabilisator | Einzelradaufhängung Trapezlenker, Schraubenfedern, Teleskopstoßdämpfer, Stabilisator |
| Bremsen:                             | vorne und hinten Scheibenbremsen                                                     | vorne und hinten Scheibenbremsen                                                     |
| Chassis:                             | Rohrrahmen                                                                           | Rohrrahmen                                                                           |
| Karosserie:                          | Stahlblech Türen und Hauben aus Aluminium                                            | Aluminium                                                                            |
| Radstand:                            | 2450 mm                                                                              | 2550 mm                                                                              |
| Abmessungen (Länge × Breite × Höhe): | 4500 × 1730 × 1220 mm                                                                | 4460 × 1730 × 1280 mm                                                                |
| Leergewicht:                         | 1050 kg                                                                              | 1210 kg                                                                              |
| Bereifung:                           | 205 HR 15                                                                            | 205 HR 15                                                                            |
| Höchstgeschwindigkeit:               | 280 km/h                                                                             | 258 km/h                                                                             |